# Lagariça
Lagariça est une localité de l'île de Fogo au Cap-Vert.

## Géographie
Lagariça fait partie de la municipalité de São Filipe et de la freguesia de Nossa Senhora da Conceição.
Ses subdivisions sont:
- Cisterno Alto
- Cisterno Baixo
- Cisterno Meio
- Coxo
- Ilheu
- João da Noly Cima
- Lagariça
- Ribeira Isabel

## Population
En 2010, Lagariça comptait 407 habitants.